# هاک سیمپسون
هاک سیمپسون (انگلیسی: Hack Simpson; ۲۶ ژوئن ۱۹۱۰ – ۳۰ مارس ۱۹۷۸) بازیکن هاکی روی یخ اهل کانادا بود.